# Новгородский детинец
Новгородский дети́нец (также Новгородский кремль) — крепость Великого Новгорода. Детинец расположен на левом берегу реки Волхов. Первое летописное упоминание о нём относится к 1044 году. Является памятником архитектуры федерального значения, охраняется государством. Новгородский детинец как часть исторического центра Великого Новгорода входит в список всемирного наследия ЮНЕСКО.

## История

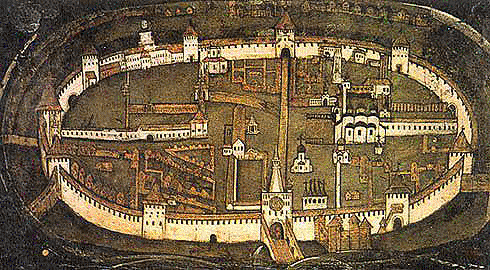
Фрагмент Михайловской иконы «Знамения Божией Матери», конца XVII века.

Северная часть современного Детинца когда-то представляла собой дельту, образованную притоком Волхова с двумя рукавами, территория которой делилась на два участка с островным положением. Г. М. Штендер предполагал, что самая первая крепость занимала срединную часть современного Детинца в секторе между Владимирской и Пречистенской башнями (то есть центральный островок). По мнению В. Л. Янина, древнейший Детинец находился в северо-западной части современного Кремля в районе Владычного двора (то есть на северном островке).

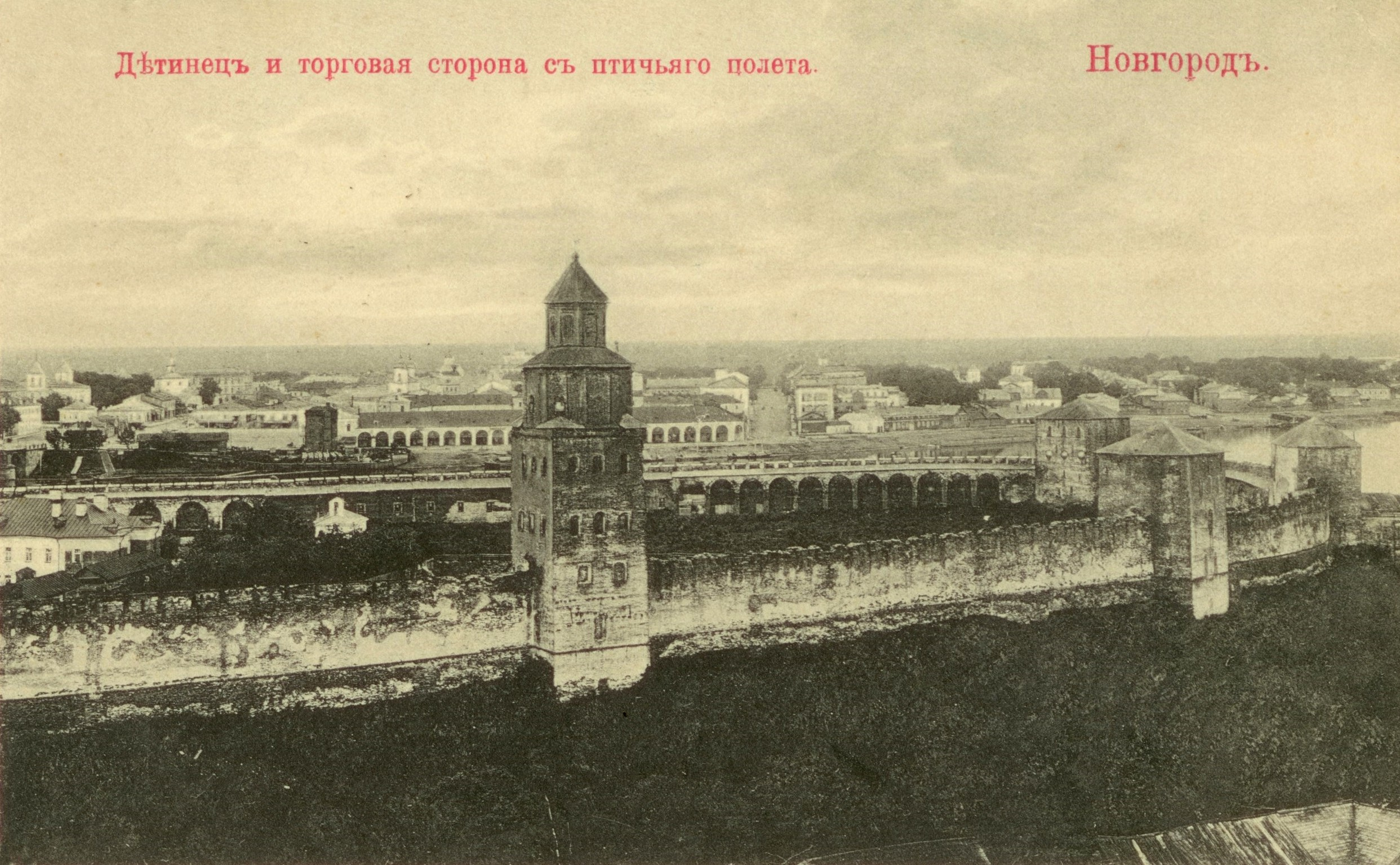
Новгород. Детинец и торговая сторона с птичьего полета. Конец XIX века.

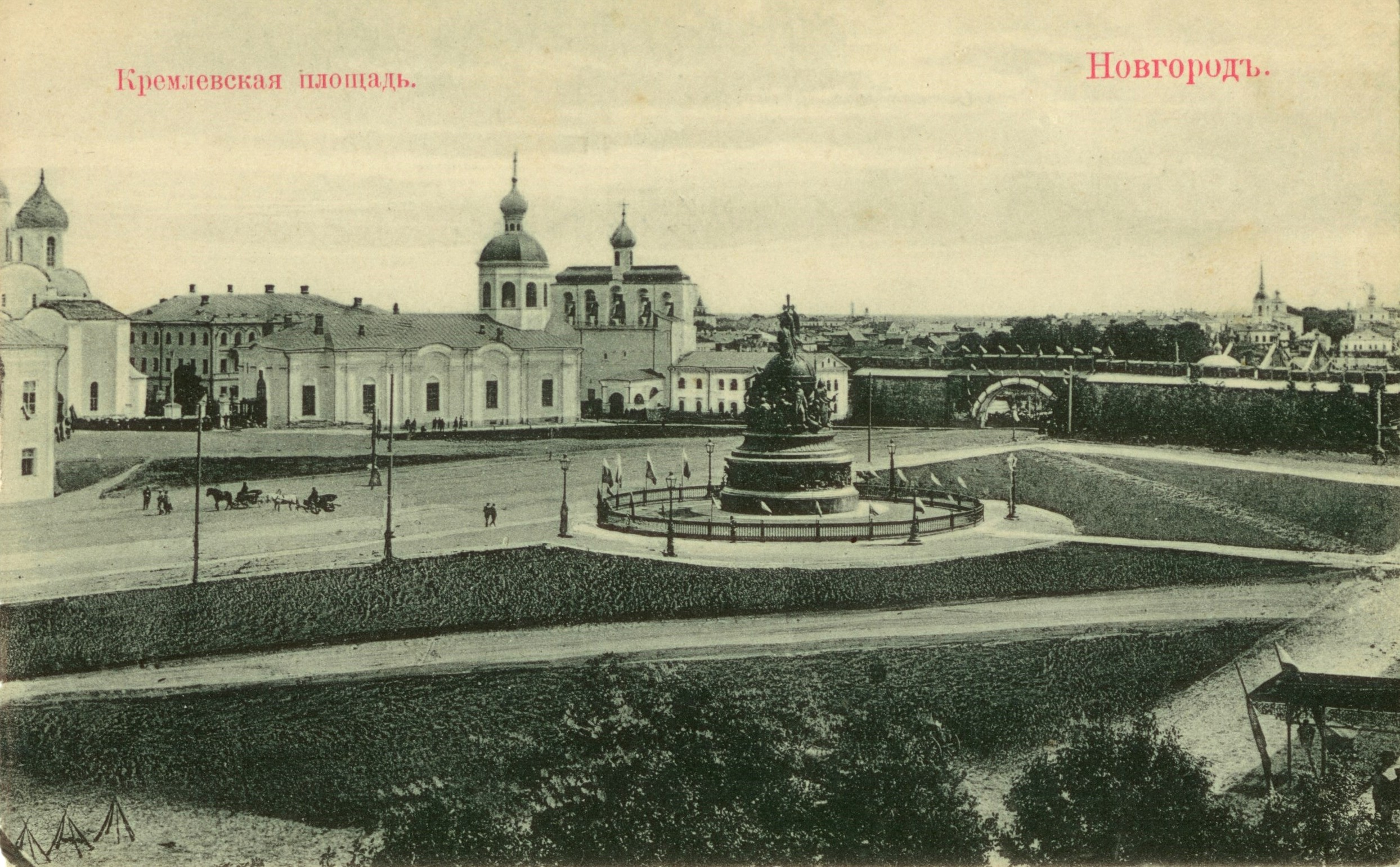
Новгород. Кремлёвская площадь. Начало XX века.

На месте Новгородского детинца в X—XI веках существовали жилые усадьбы Людина конца. Раскопки на месте бывшей Пречистенской башни Новгородского кремля позволили выявить фрагменты деревянной городни, на которых стояла стена. Радиоуглеродный анализ спилов с дубовых брёвен дал даты 951±27 год и 918±41 год, что, по мнению Олега Олейникова, свидетельствует о существовании укрепления на месте северной части Детинца во второй-третьей четверти X века в период правления Святослава Игоревича. В последнее время О. М. Олейников пересмотрел свои выводы о ранних датировках детинца, признав их недоказанность. Радиоуглеродное датирование на ускорительном масс-спектрометре методом согласования вариаций (wiggle-matching) внешних колец дубовой городни Новгородского детинца из фондов НГОМЗ (раскопки М. X. Алешковского в 1959 году) дало УМС-дату 1018—1034 годы. Более поздние укрепления (1044 год), обнаруженные у Спасской, Владимирской и Митрополичьей башен, свидетельствуют о расширении границ Новгородского детинца в период княжения Ярослава Мудрого и его сына Владимира. Стены в северной части Новгородского детинца 1044 года стояли на мощных дубовых фундаментных стенах, которые крепились поперечными дубовыми брёвнами с обтёсанными крюками-курицами на конце. В это же время южная часть Новгородского детинца была огорожена небольшой стеной или частоколом.
Деревянный детинец был заложен при князе Владимире Ярославиче — сыне Ярослава Мудрого.
В 1045 году князь Владимир Ярославич начал возведение в Детинце каменного Софийского собора севернее 13-главого деревянного храма «из дуба о 13 верхах», сгоревшего в 989 году. Главный храм Господина Великого Новгорода строили 7 лет. Освящение его епископом Лукой Жидятой состоялось в 1052 году. После освящения Владимир Ярославич прожил менее месяца и был похоронен в только что построенном соборе.
В 1065 году деревянный Детинец был захвачен полоцким князем Всеславом Брячиславичем. Крепость XI века имела только двое ворот, к которым подходили главные магистрали Софийской стороны — Великая улица Неревского конца и Пробойная улица Людина конца. Первая шла к северным воротам, вторая — к южным воротам.
Главной улицей Детинца была Пискупля (то есть Епископская), мостившаяся на деньги епископа, которая пересекала территорию крепости с запада на восток и выходила к волховскому Великому мосту.
Дубовые стены Детинца находились на практически одинаковом удалении от Софийского собора и образовывали круглую форму укреплений.
В середине XI века к Детинцу были присоединены северо-восточная и южная части современного Новгородского кремля (первую часть называли «Окром», а вторую «Околотком»). В 1097 году деревянный Новгородский детинец в очередной раз сгорел. Вновь он был срублен только при сыне Владимира Мономаха князе Мстиславе I в 1116 году. В этот же год Детинец был увеличен в южную сторону и достиг размеров современного кремля. Общая площадь кремля внутри стен — 12,1 га.

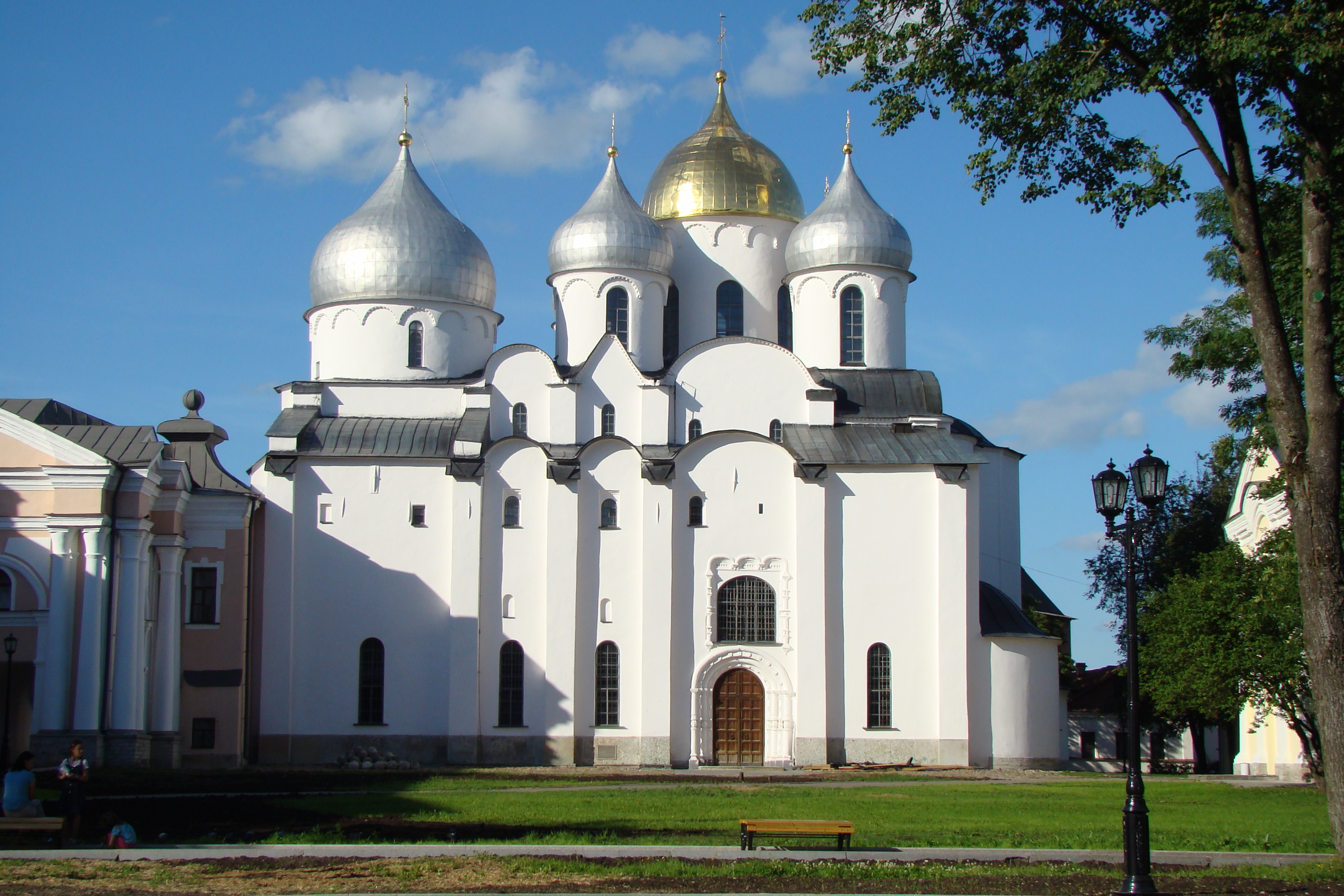
Софийский собор (1045—1050 гг.)

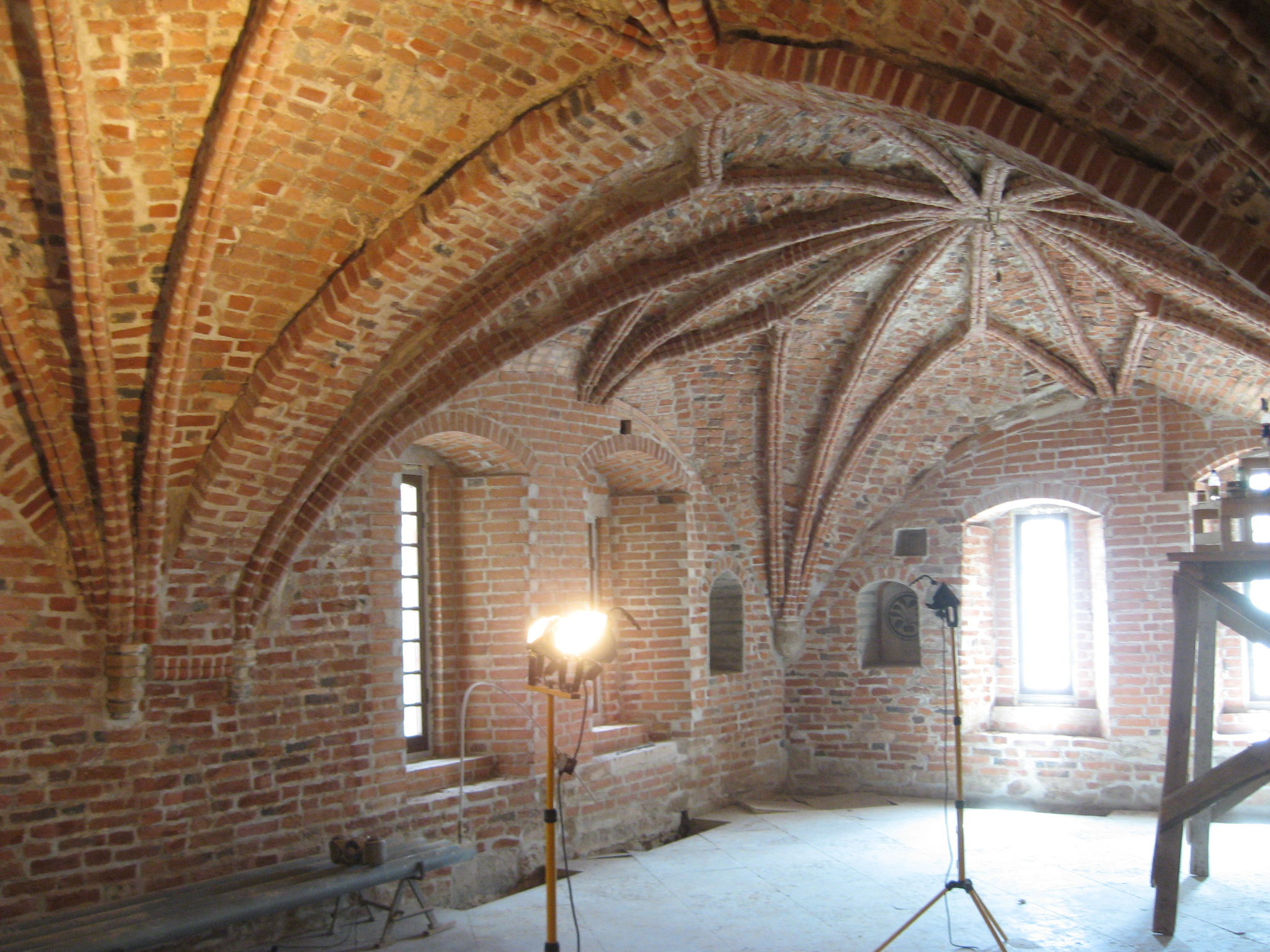
Главный зал Владычной (Грановитой) палаты

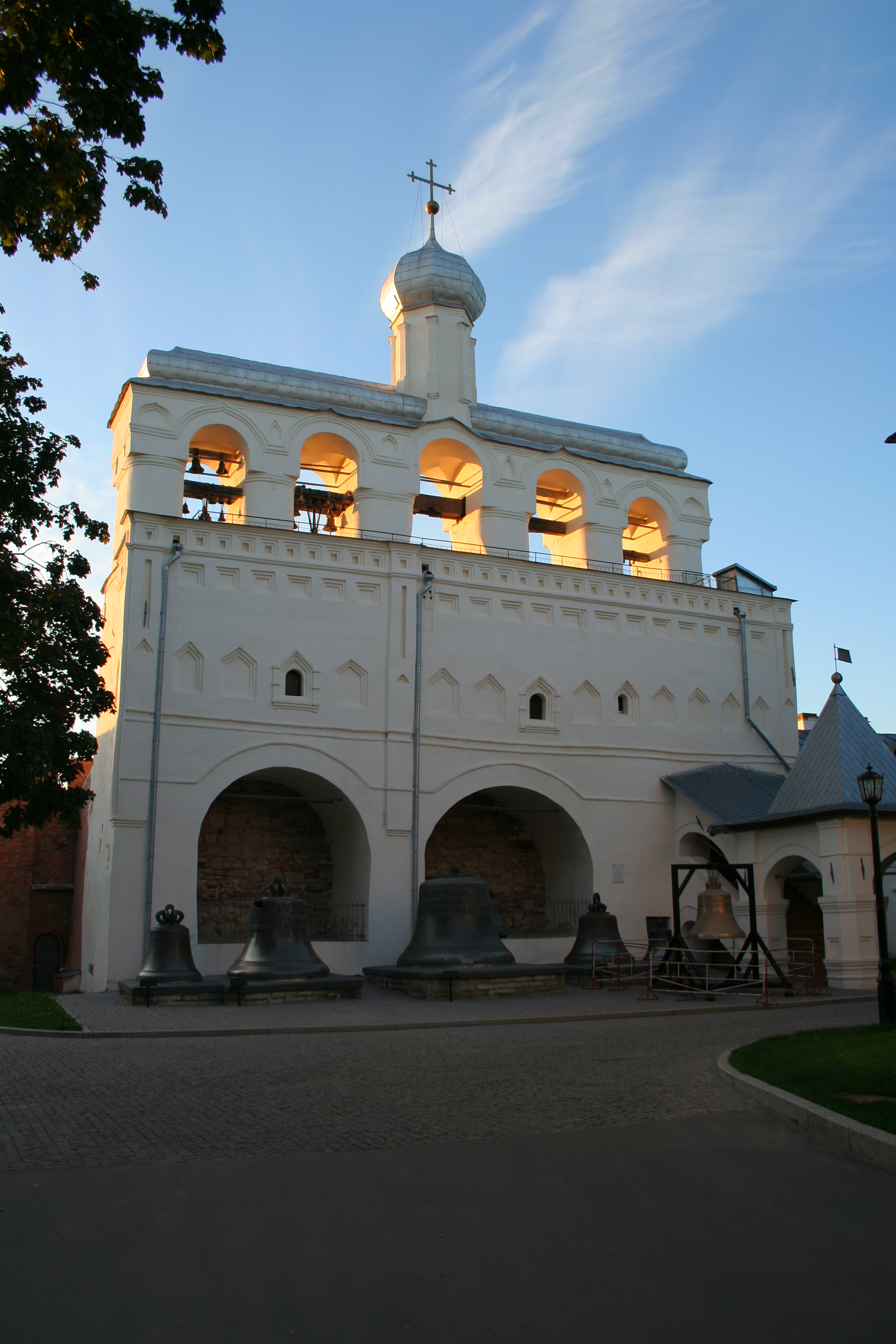
Софийская звонница

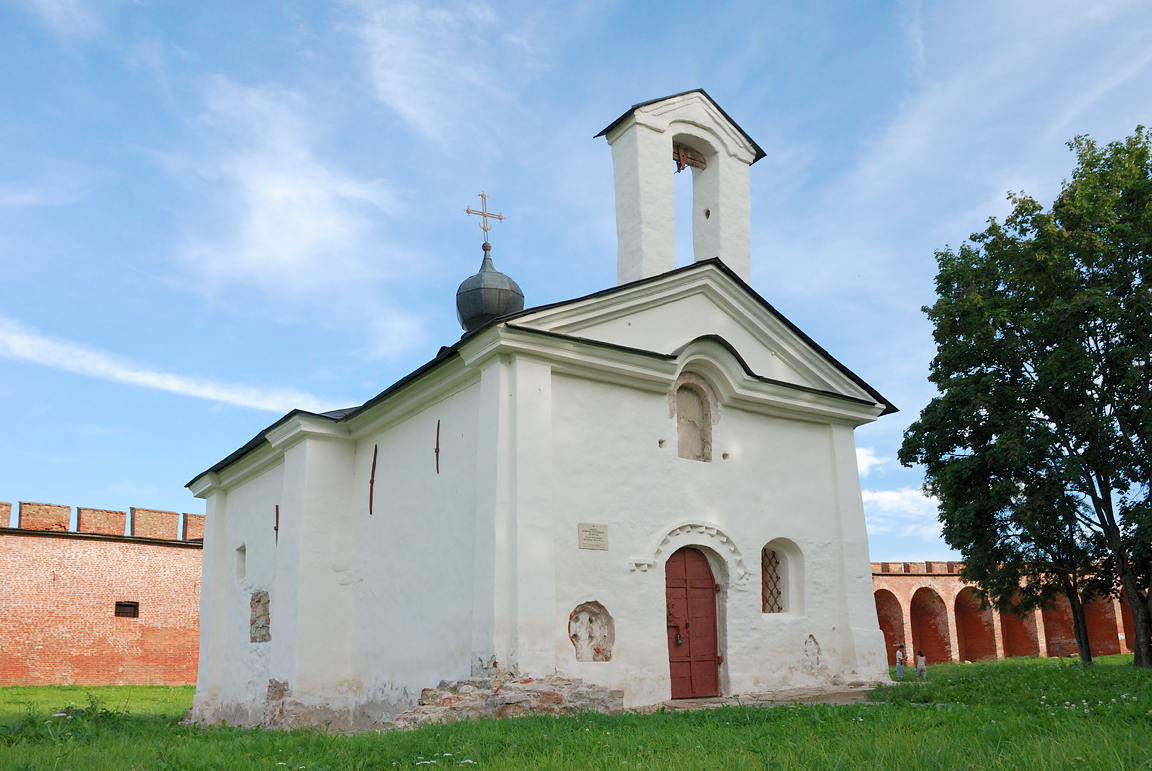
Церковь Андрея Стратилата (XIV—XVII вв.)

В 1136 году из-за бегства князя Всеволода Мстиславича с поля битвы у Жданой горы и его изгнания из Новгорода власть князя была сильно ограничена, и он становится зависимым от веча. Князья переселяются с Детинца на Городище, а Детинец с этого времени становится оплотом новой власти — Новгородской вечевой республики. Значительную часть Детинца занимала резиденция архиепископа — Владычный двор, который застраивается многочисленными церквями, жилыми и хозяйственными постройками. В 1262 году Детинец опять сгорел, но сразу был восстановлен.
В 1333 году новгородский архиепископ Василий (Калика) начал строительство нового каменного Детинца в Новгороде, опасаясь войск Ивана Калиты с ордынцами и шведов. В 1348 году шведы, нарушив Ореховский договор, вторглись в новгородские земли, захватили Водскую пятину и крепость Орехов, и потому строительные работы в Детинце возобновились только во второй половине XIV века.

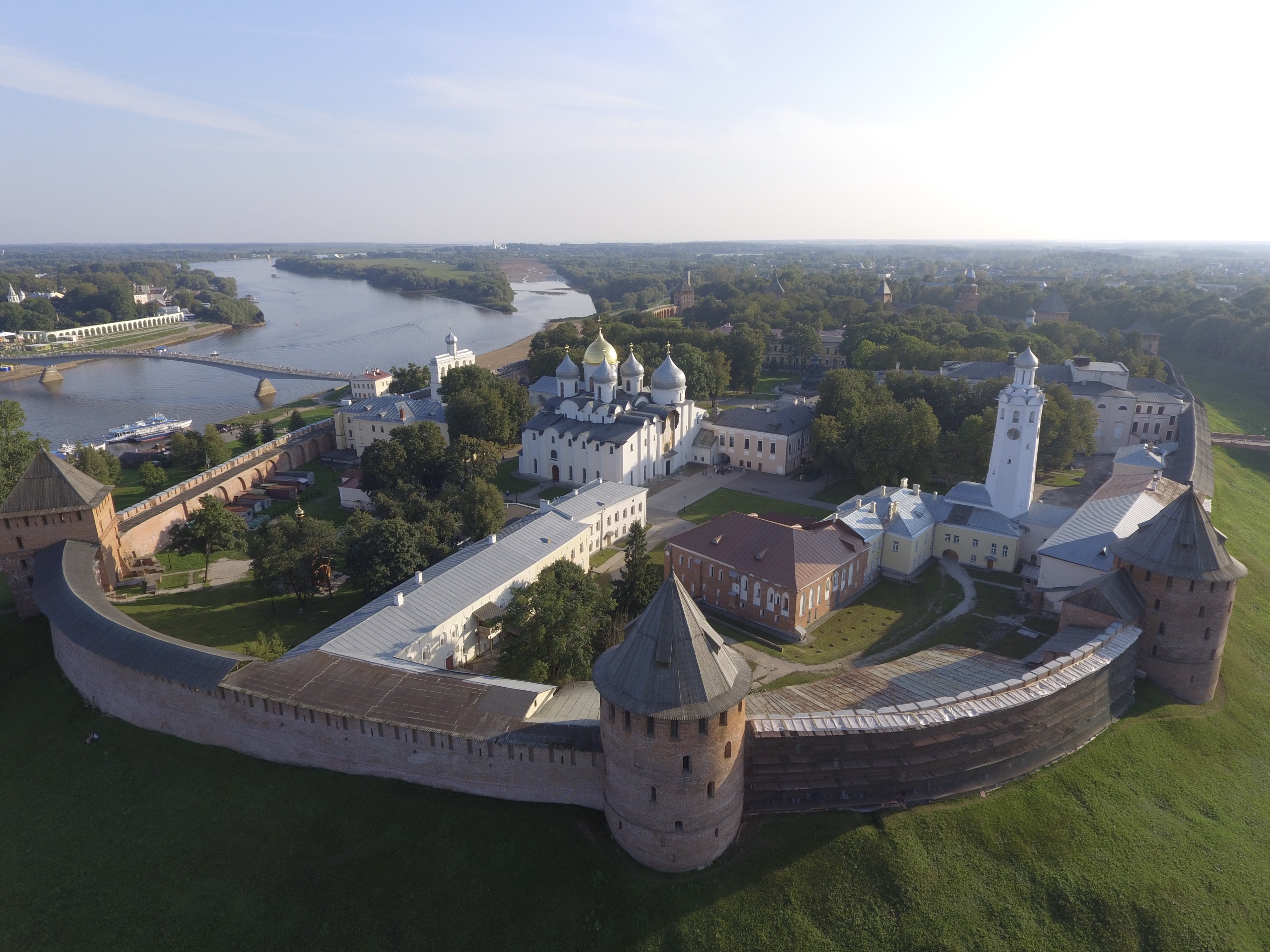
Новгородский Кремль (Детинец)

На территории Владычного двора Новгородского детинца обнаружили варган XIV века.
Замена деревянного Детинца на каменный завершилась в 30-е годы XV века. В 1437 году из-за весеннего половодья обрушилась часть Софийской звонницы, но через два года эта часть стены и колокольня были восстановлены.
Коренная перестройка Детинца произошла в 1478 году при Великом князе московском Иване III, когда Великий Новгород вошёл в состав Великого княжества Московского (в связи с развитием артиллерии бойницы Детинца оказались недостаточно удобными для размещения в них огнестрельного оружия). Реконструкция была предпринята на совместные средства Ивана III и новгородского архиепископа Геннадия. Строительство закончилось в 1490 году. Перестройка Детинца была столь значительной, что фактически он был построен заново.
7 мая 1862 года в сторону Волхова рухнул большой участок стены, значительная часть которой была перестроена за два года до этого. Впервые её аварийное состояние отмечалось ещё в середине XVII века. Крепостная стена была сооружена заново из нового кирпича без всякого соблюдения древних форм. Ради экономии её сделали значительно тоньше и с весьма глубокими нишами. Часть новой стены занимали помещения, устроенные внутри стены под архив Казённой палаты.
Во время немецкой оккупации (1941—1944) эти помещения использовались гитлеровскими солдатами в качестве казарм.
Осенью 1986 года начались работы по реставрации вала Новгородского кремля.
30 апреля 1991 года упал участок стены у Спасской башни (более 20 м), а немного спустя, в ночь с 3 на 4 мая, рядом обрушилась ещё часть стены, сильно деформировав склон вала. В 1994—1996 годах вместо обрушившегося фрагмента стены между Спасской и Княжой башнями был возведён новый.
В конце мая 2020 года в северной части Кремля в результате нарушения герметичности бетонного покрытия Боевого хода произошло частичное обрушение фрагмента стены, площадь которого составила 9 м². В 2020—2022 годах была проведена реставрация внутренних стен Кремля и боевого хода по всей его протяжённости.

## Архитектура

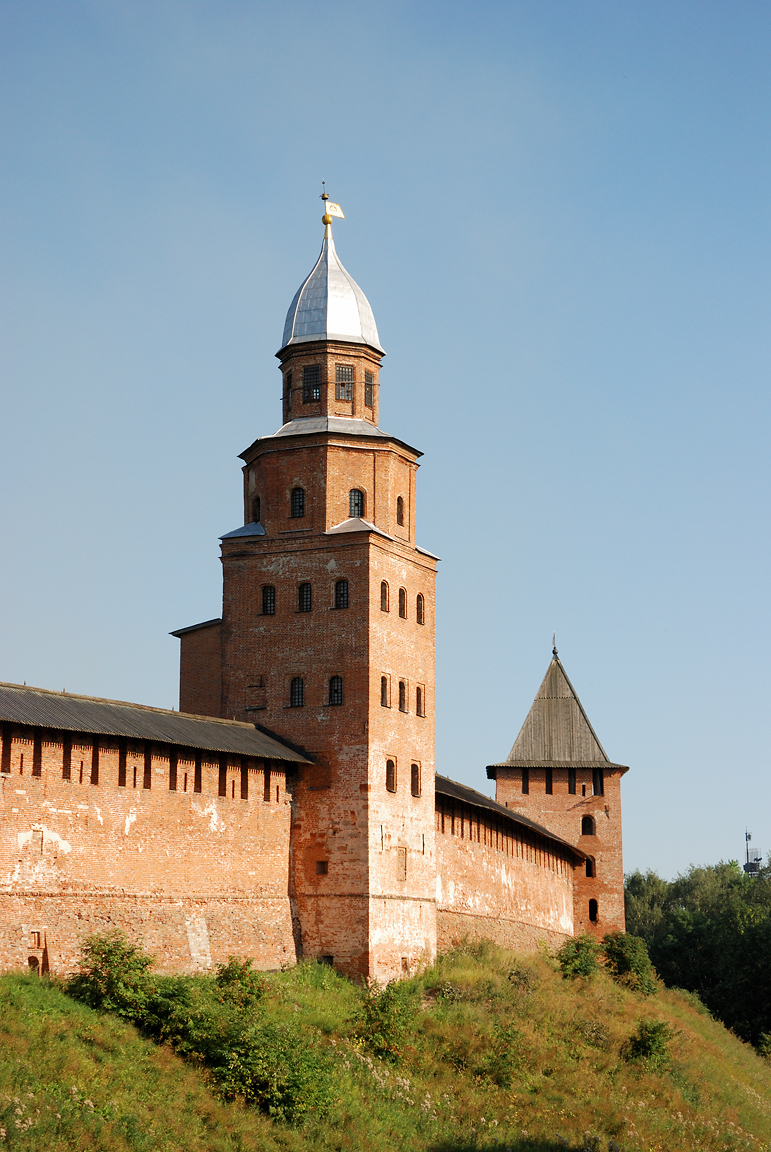
Башня Кокуй

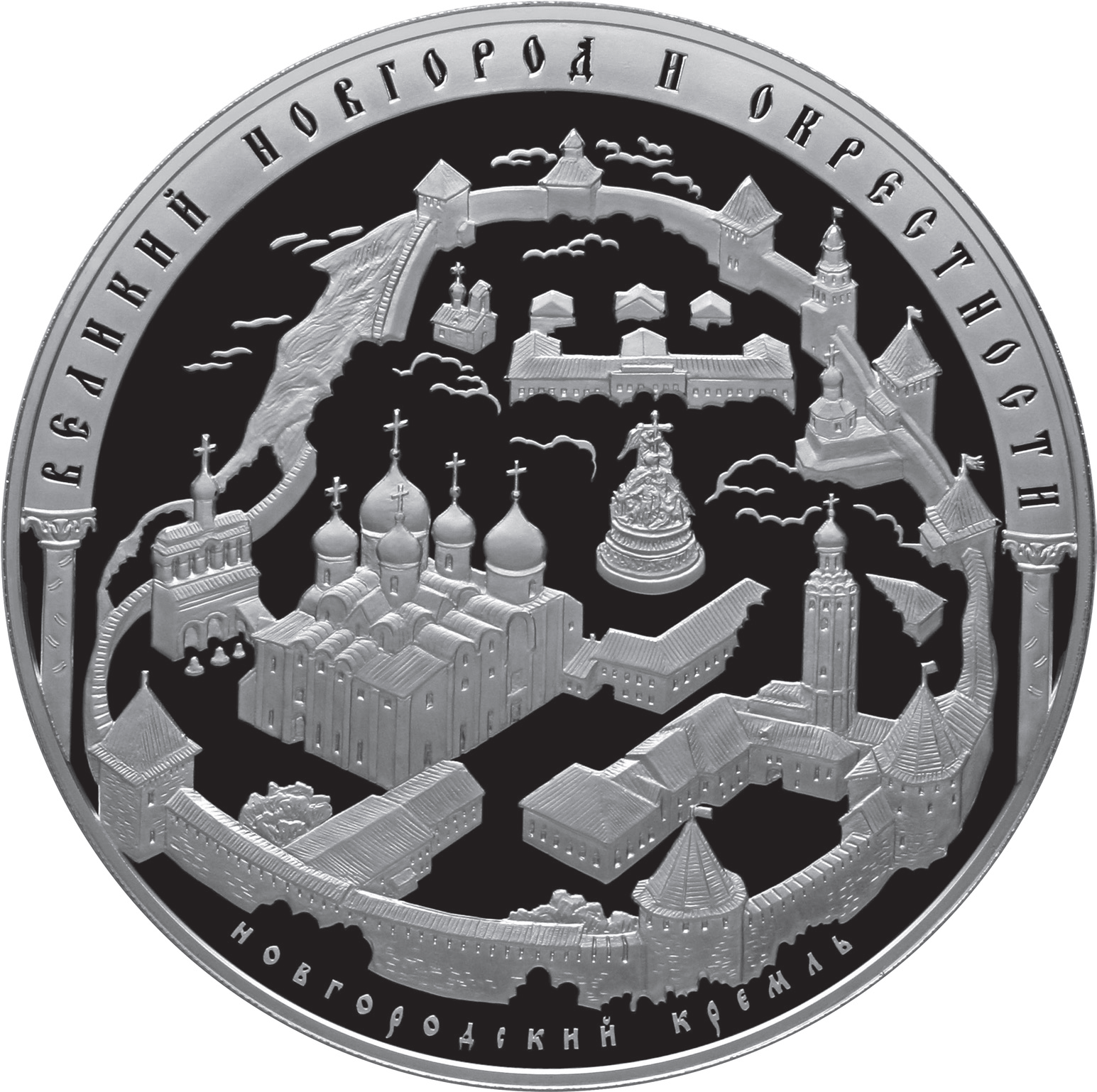
Серебряная монета из серии: «Россия во всемирном, культурном и природном наследии ЮНЕСКО: Исторические памятники Великого Новгорода и окрестностей»

Детинец стоит на холме, расположенном над уровнем Волхова на высоте 10 м. Имеет форму неправильного овала, вытянутого с юга на север и несколько вогнутого с прибрежной стороны. Наружный периметр его стен 1487 м, наибольшая длина с севера на юг 565 м, ширина с запада на восток 220 м. Общая площадь внутри стен 12,1 га.

### Стены и башни Детинца

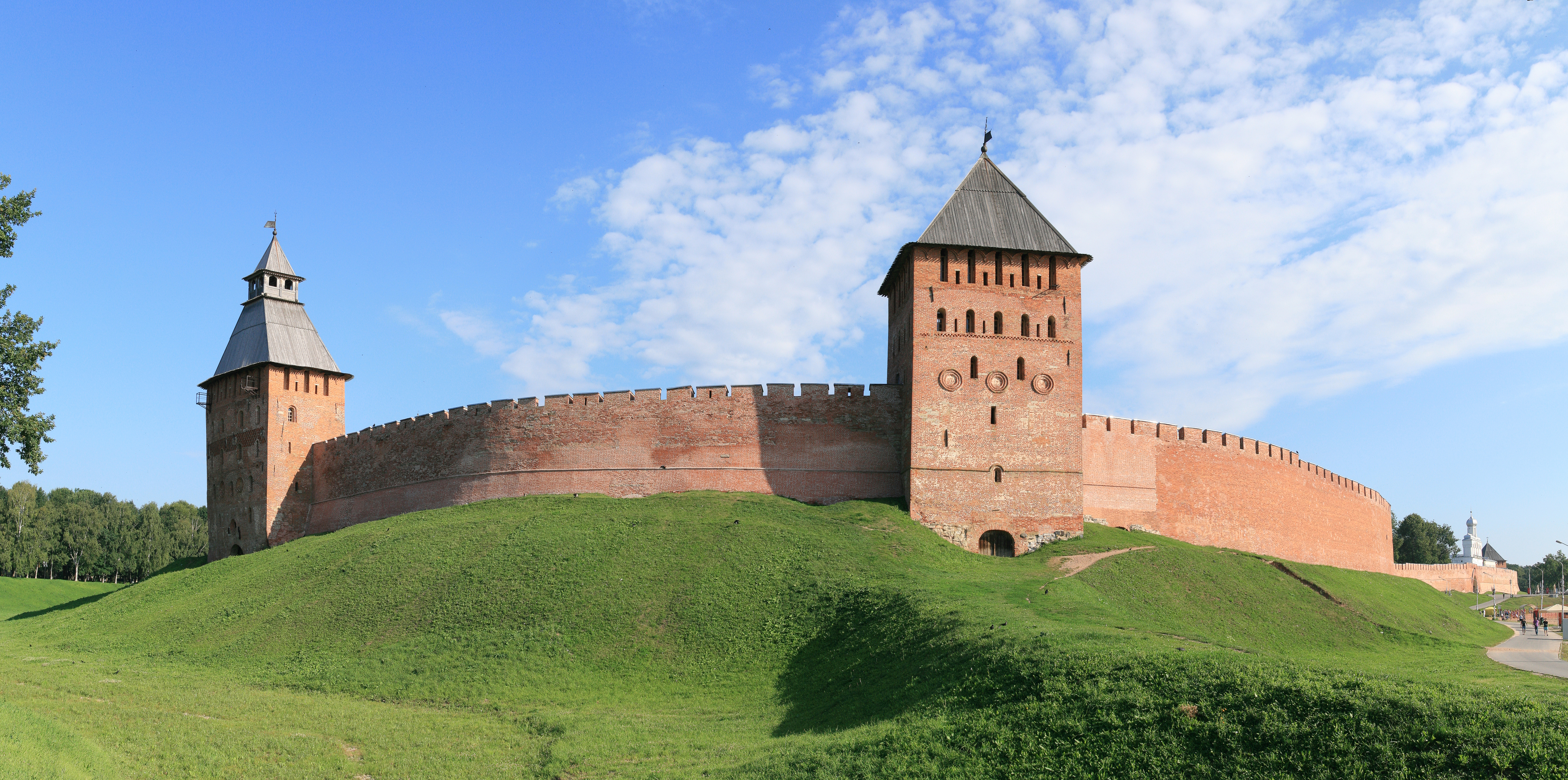
Стены и башни Новгородского детинца, 2014 год

Стены сооружены из камня и кирпича на известковом растворе. Её толщина 1—2, 5 кирпича. Каменная кладка состоит из известняка и булыжника. Толщина крепостных стен в разных частях неодинакова — от 3,6 до 6,5 м. Высота колеблется от 8 до 15 м. Отличительной чертой новгородского Детинца было строительство надвратных церквей. В возведении надвратных храмов Детинца главная роль принадлежала новгородским архиепископам, а князья в строительстве уже не участвовали. В настоящее время большая часть стен, реставрированных в 1950—1960 гг. под руководством А. В. Воробьева, имеет облик XV в.

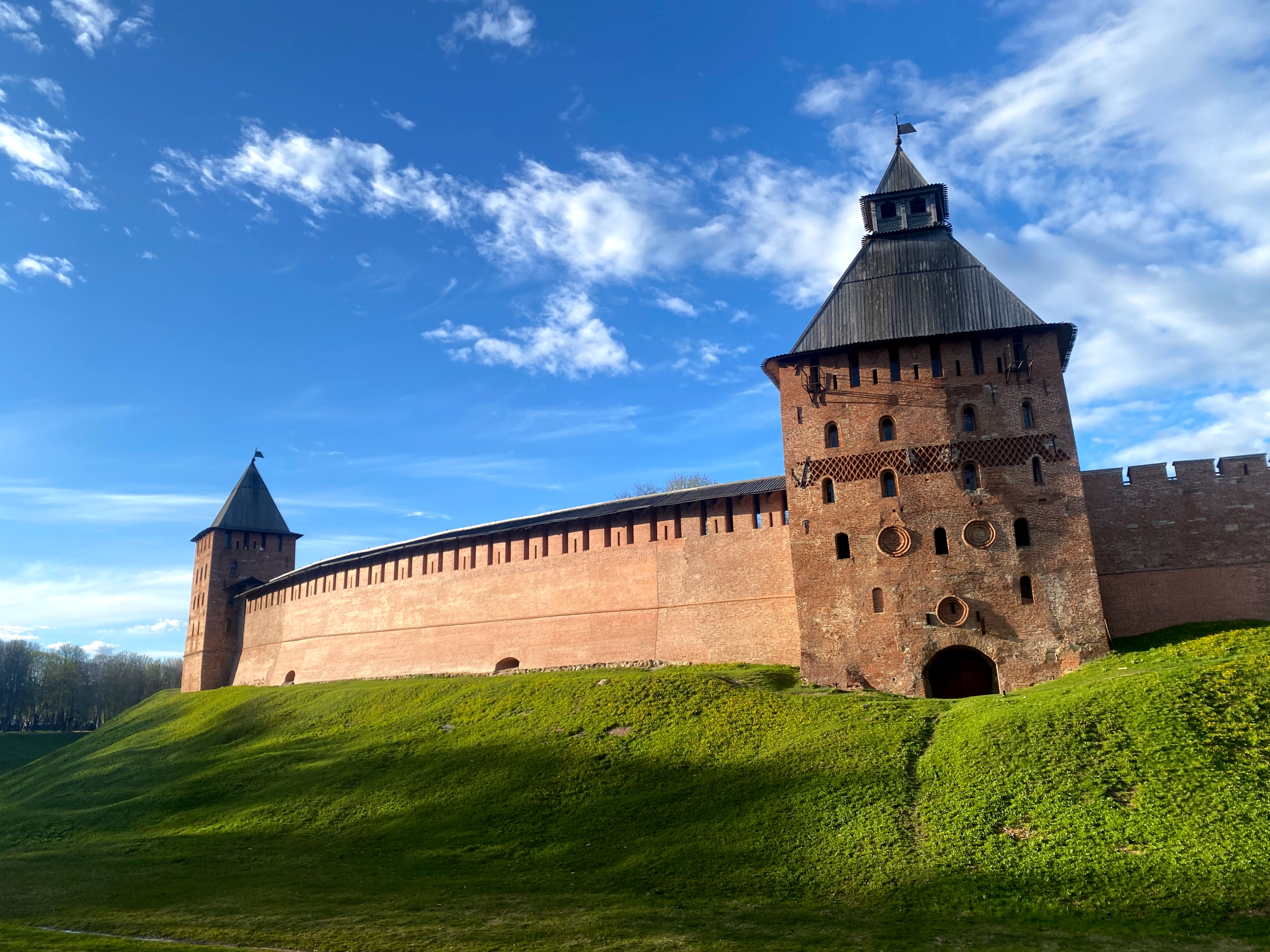
Вид на Новгородский детинец со стороны Спасской башни.

Не все принятые ныне названия башен исторические. Наименования «Дворцовая», «Княжая», «Кокуй», «Митрополичья» введены авторами краеведческой литературы на рубеже XIX—XX вв. (в материалах XVII—XVIII вв. устойчивых названий у них не было).
Внутри каждая башня разделялась на пять или шесть ярусов. Ярусы башен соединялись между собой деревянными лестницами. Каждая из башен имела выходы на боевой ход крепостной стены. Нижние ярусы могли использоваться для хранения боеприпасов. Башни, кроме того, были снабжены устройствами для подъёма орудий и боеприпасов.

#### Башни Детинца
- Спасская (1297 год)
- Дворцовая
- Княжая
- Башня Кокуй (Кукуй) — перестроена при Петре I.
- Покровская (1305 год)
- Златоустовская
- Митрополичья — названа по близлежащему митрополичьему двору.
- Фёдоровская
- Владимирская

##### Несохранившиеся башни
Некоторые башни были разрушены, причём вместо Пречистенской и Воскресенской башен устроены широкие проездные арки.
- Пречистенская (Богородицкая)
- Борисоглебская
- Воскресенская (1296 год)

#### Длины всех прясел стены

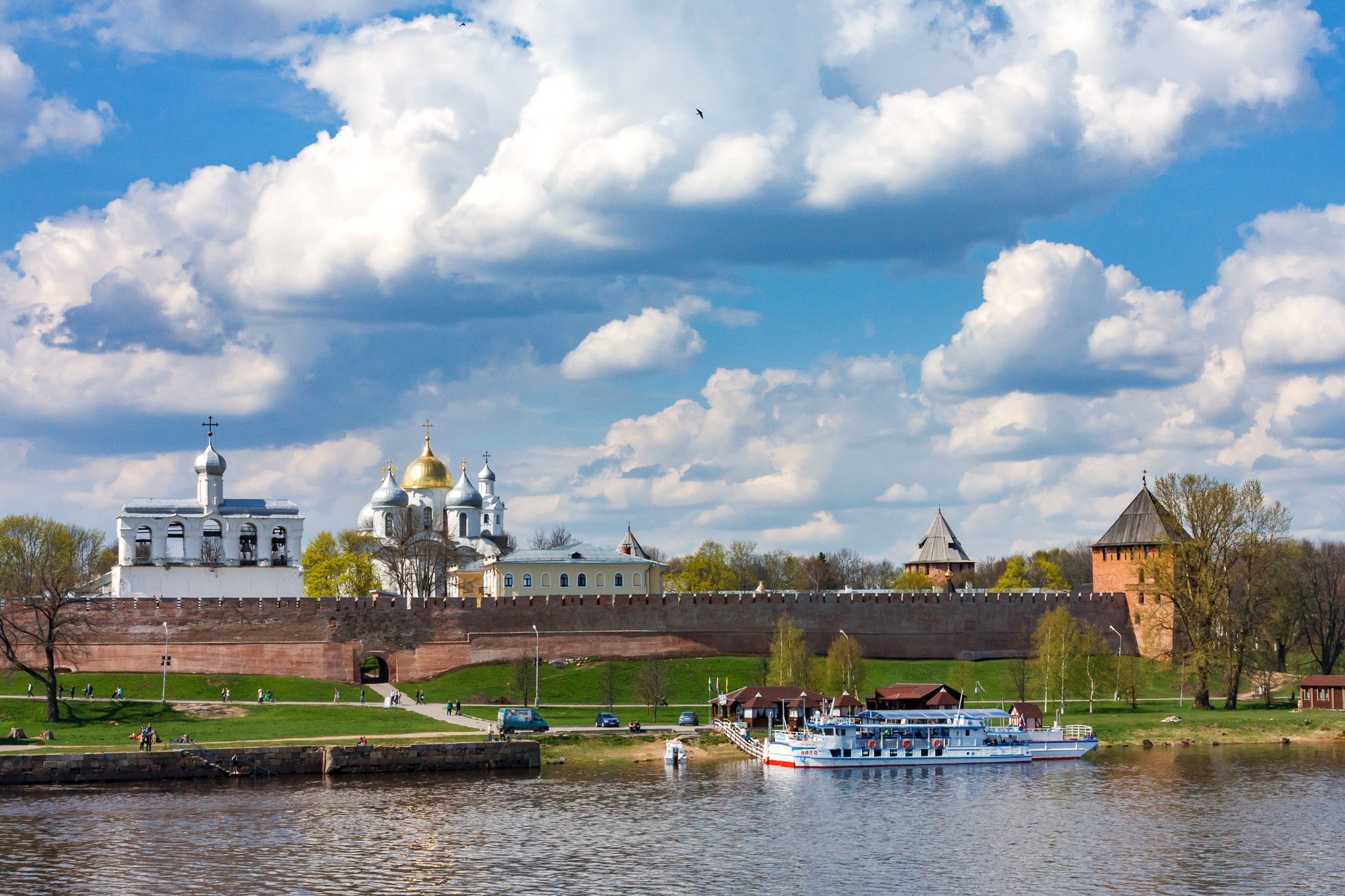
Детинец с берега Волхова

| От                   | До                   | Длина (м) |
| -------------------- | -------------------- | --------- |
| Пречистенская арка   | Дворцовая башня      | 286       |
| Дворцовая башня      | Спасская башня       | 59        |
| Спасская башня       | Княжая башня         | 75        |
| Княжая башня         | Башня Кокуй          | 52,5      |
| Башня Кокуй          | Покровская башня     | 58,9      |
| Покровская башня     | Златоустовская башня | 88,4      |
| Златоустовская башня | Воскресенская арка   | 100,6     |
| Воскресенская арка   | Митрополичья башня   | 150       |
| Митрополичья башня   | Фёдоровская башня    | 62        |
| Фёдоровская башня    | Владимирская башня   | 112,6     |
| Владимирская башня   | Пречистенская арка   | 172       |

### Соборы и церкви

#### Сохранившиеся
- Почтовая марка СССР, 1971 годСофийский собор
- Церковь Андрея Стратилата

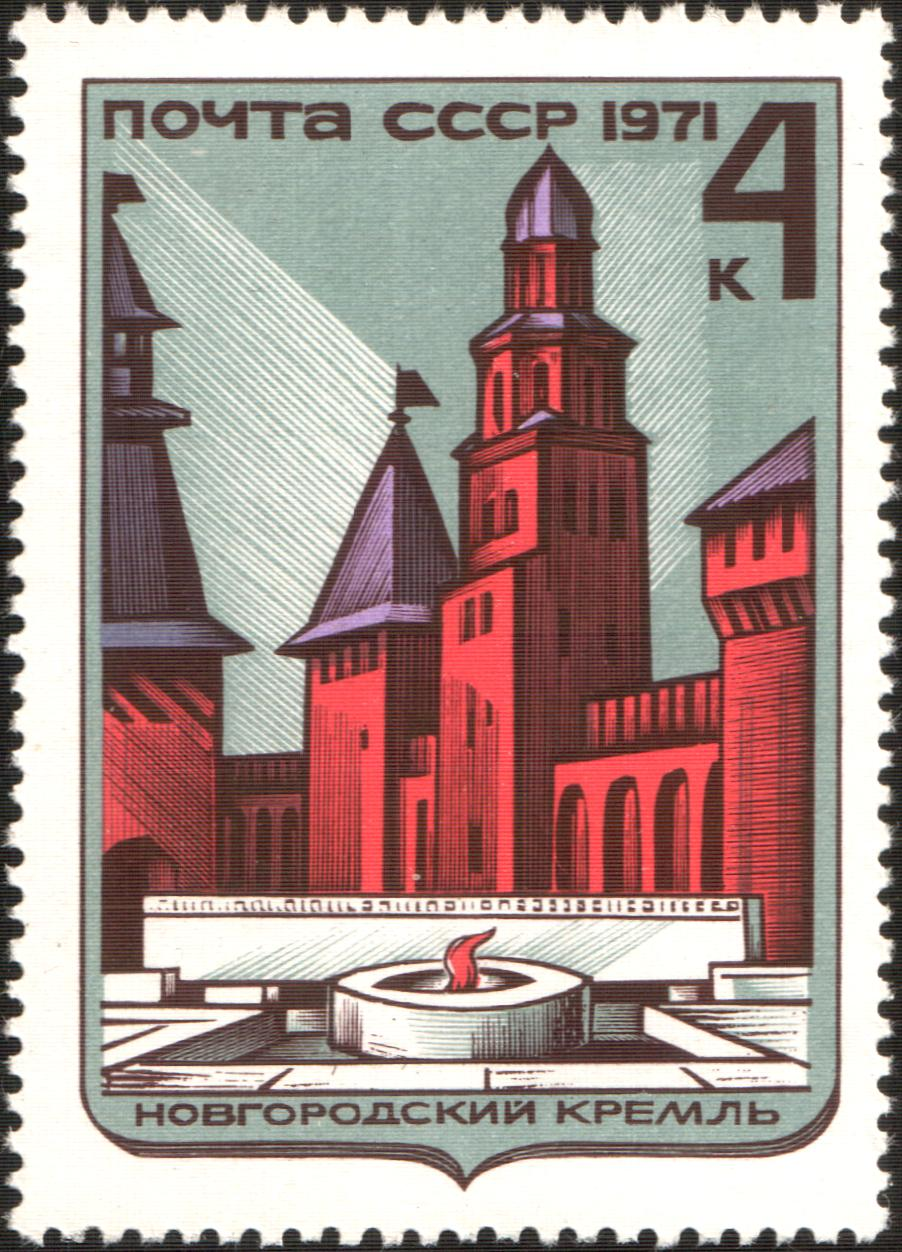
Почтовая марка СССР, 1971 год

- Церковь Сергия Радонежского (1463)
- Церковь Входа Господня в Иерусалим (1759) — построена на месте храма XIV века, расписанного иконописцем Исаакием. После ВОВ приспособлена под лекторий.
- Церковь Покрова Пресвятой Богородицы у Покровской башни

#### Несохранившиеся
- Церковь Бориса и Глеба во граде

### Иные памятники
- Памятник «Тысячелетие России»
- Звонница Софийского собора
- Тайничные водяные ворота
- Боярские водяные ворота
- Владычная палата, готический, 1433 год
- Часозвоня
- Мемориал «Вечный огонь славы»
- Никитский корпус
- Владычный двор
- Присутственные места

## Разное

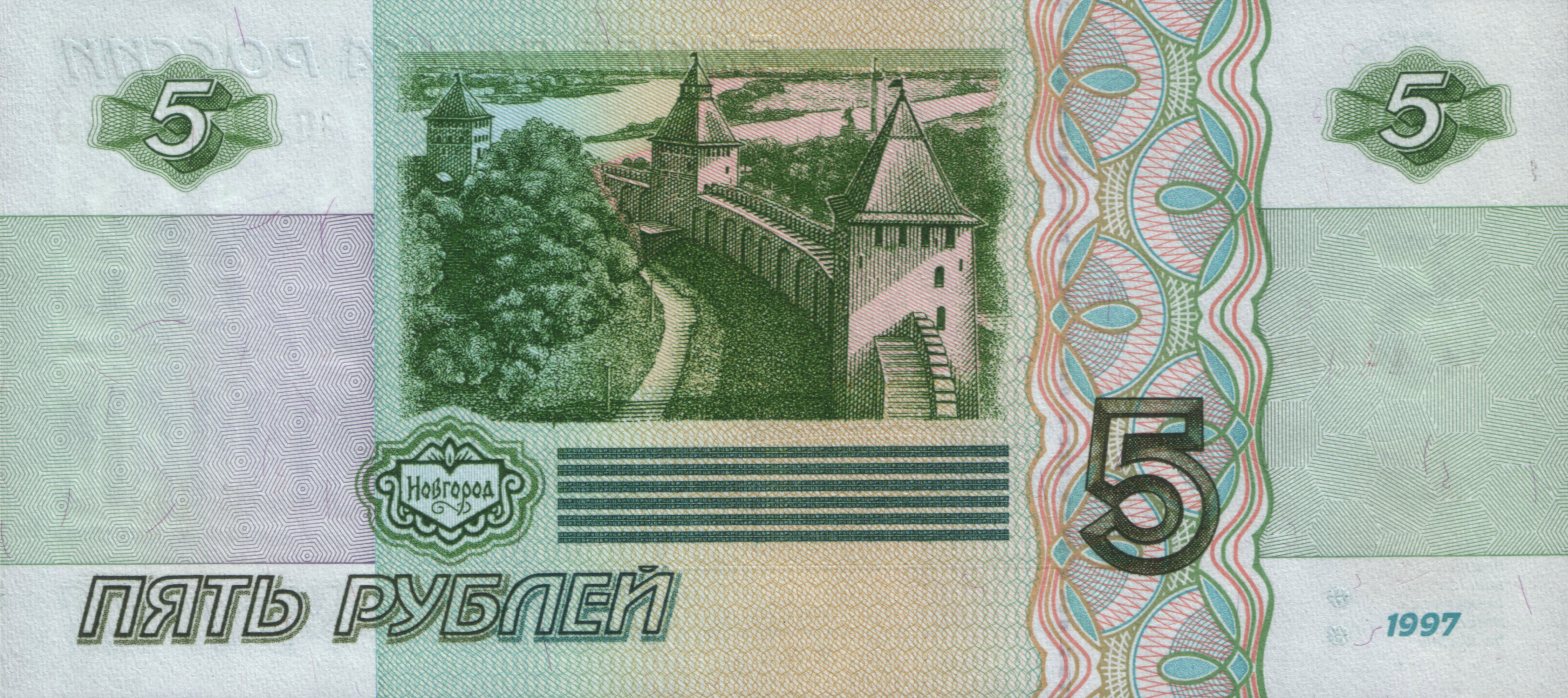
Банкнота в 5 рублей

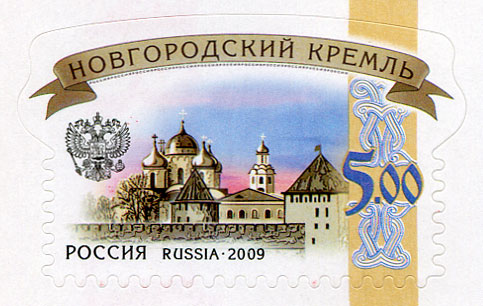
Почтовая марка России 2009 года

Вид с башни Кокуй на Княжую, Спасскую и Дворцовую башни и стены новгородского детинца изображены на российских банкнотах достоинством в 5000 рублей образца 1995 года (недействующая) и достоинством 5 рублей образца 1997 года (действующая).
Архитектурная панорама Новгородского кремля в обрамлении стилизованной арки изображена на серебряной монете достоинством в 200 рублей образца 2009 года.
Также в России выпускались почтовые марки в честь Новгородского кремля.